# Ouverture supérieure du pelvis
L'ouverture supérieure du pelvis (ou détroit supérieur) est la circonférence osseuse qui divise la cavité du bassin osseux en petit bassin et grand bassin. 

## Constitution
Elle est formée par la ligne terminale constituée d'avant en arrière par : 
- le bord supérieur de la symphyse pubienne,
- la lèvre postérieure du bord supérieur de l'angle du pubis,
- le pecten du pubis,
- la ligne arquée de l'ilion,
- le bord antérieur de l'aileron du sacrum,
- le promontoire du sacrum.

Elle se situe dans un plan fortement oblique en bas et en avant faisant un angle avec l'horizontale de 60° en position debout et 20° en position assise.
Elle a une forme de cœur chez 50 % des femmes, une forme ovoïde chez 25 % des femmes et une forme triangulaire chez 25 % des femmes et chez la majorité des hommes. 
Ses dimensions moyennes sont :
- diamètre antéro-postérieur: du bord du pubis au promontoire : 11 cm,
- diamètre transverse maximal : 13,5 cm,
- diamètre oblique ou diamètre de Deventer entre l'articulation sacro-iliaque et l'éminence iliopubienne : 12,5 cm.

## Aspect clinique
La forme la plus favorable à l'accouchement est la forme en cœur, la moins favorable étant la forme triangulaire.